# Lag om riksdagsbiblioteket
Lag om Riksdagsbiblioteket, lag given i Helsingfors den 4 augusti 2000 som i sju paragrafer fastställer huvudriktlinjerna för Riksdagsbiblioteket i Helsingfors. 